# Guarani chiripá
O chiripá, também conhecido como avá-guarani, tsiripá, txiripá, nhandeva, ñandeva, avakatueté, apytare ou apapocúva, é um dialeto da língua guarani falado no Paraguai, Brasil e na Argentina. Está relacionado intimamente aos dialetos mbiá e paraguaio do guarani. Os falantes deste dialeto geralmente vivem nas áreas montanhosas da Mata Atlântica, desde ao leste do Paraguai, passando pela província de Missiones, na Argentina, até aos estados do Paraná, Santa Catarina e Rio Grande do Sul no sul do Brasil.
Possui 4 900 falantes no Brasil e 7 000 no Paraguai. Na Argentina, é falado por algumas pessoas da província de Misiones e por imigrantes paraguaios. Possui algumas variantes como o apapocúva. Muitos dos seus falantes são bilíngues e usam a língua espanhola.